# スカンディック・ホテル
スカンディック・ホテル（Scandic Hotels）は、北欧を中心に展開するホテルチェーンのブランドである。スウェーデン・ストックホルムに本社を置くスカンディック・ホテルズ・グループ（Scandic Hotels Group AB）が運営する。ホテルのカテゴリーは4段階に分かれカテゴリー1からカテゴリー4までとなっている。スウェーデン、デンマーク、フィンランドを中心に約140拠点で運営している。

## 沿革
1963年、スウェーデン・エーレブルー郡（Örebro）にて「エッソ・モーター・ホテル」として創業。
1986年に「スカンディック・ホテル」に改称。
1996年にストックホルム証券取引所に上場。
2001年に株式交換によりヒルトン・ホテル・グループ（ロンドン取引所上場）に買収され、ヒルトン・ホテル・グループ北欧ディビジョン管理となる。
2002年にヒルトン・ホテル・ファミリーのホテルプログラムに参加。
2006年にヒルトン・ホテル社によるヒルトン・ホテル・グループ社（現ラドブローク社）からホテル部門のヒルトン・インターナショナル社買収によりニューヨーク上場。
2006年にヒルトン・ホテル社が10程度のスカンディックホテル売却発表によりスカンディック・ホテル・チェーン売却に進む。
2007年3月に投資会社のEQT社による買収が決定、4月に完了、同時にヒルトンホテルプログラムから独立した。
2015年12月、ナスダック・ストックホルムに株式を再上場、スカンディック・ホテルズ・グループとしての運営を開始した。

## ホテルプログラム
- スカンディック・クラブ（ヒルトンによる買収前）

- ヒルトン・Hオーナーズ（ヒルトンによる買収後）

- スカンディック・ホテル・プログラム